# Leopoldo Martín Elexpuru
Leopoldo Martín i Elexpuru (Haro, La Rioja, 1837 - ?, 1900) fou un músic militar i compositor espanyol. Passà a estudiar al Conservatori de Madrid el 1857, on fou deixeble del mestre Eslava. Aconseguí una medalla d'or en uns concursos públics de composició que s'efectuaren en aquell establiment. Nomenat més tard músic major del regiment d'Amèrica, després passà amb el mateix càrrec al reial cos d'alabarders. Entre les seves composicions hi figuren una marxa militar, premiada en un certamen musical del Ferrol el 1879, i la simfonia Post nubila, Febus.